# Lissac, Ariège

Lissac este o comună în departamentul Ariège din sudul Franței. În 1 ianuarie 2022 avea o populație de 240 de locuitori.